# Sissy Piana
Sissy Piana est une artiste peintre et sculptrice franco-grecque née en 1959 à Vólos.

## Biographie
Sissy Piana arrive en France en 1976 et est élève de l'École des beaux-arts de Marseille.
Elle est notamment l'auteure de sculptures de personnalités qu'elle aime, comme le buste de son ami l'écrivain Michel Tournier (2015, bronze) acquis par la commune de Choisel où l'écrivain vivait,,, les bustes des Rolling Stones,, et un bronze en pied de Brian Jones acquis par le Stones Fan Museum (de) de Lüchow en Allemagne,, mais aussi un buste en hommage à Charlie Watts au North London council,, ou encore celui de Maria Callas faisant partie de l'exposition consacrée à la cantatrice du 15 mai au 29 octobre 2017 à la Fondation Theocharakis à Athènes.
La Fondation pour Strasbourg lui a commandée une série de bustes en bronze de Simone Veil, devant être placés dans des lieux qui ont jalonné la vie de l'ancienne ministre. Un premier buste a été inauguré au Parlement européen en juillet 2022,, un autre à l'Assemblée nationale en novembre 2022 ,,,, les autres bustes seront inaugurés à Strasbourg (la ville en aura un en plus de celui du Parlement), à Nice sa ville natale, au Mémorial de la Shoah, à l’Académie française (où elle a siégé), au Panthéon (où elle est enterrée). La huitième et dernière sculpture devrait trouver sa place au camp de concentration d’Auschwitz-Birkenau, en Pologne.
La vie de Sissy Piana se partage entre Athènes et Marseille.